# Peder
Peder (in ungherese Péder) è un comune della Slovacchia facente parte del distretto di Košice-okolie, nella regione di Košice.